# Geranomyia avocetta
Geranomyia avocetta là một loài ruồi trong họ Limoniidae. Chúng phân bố ở miền Cổ bắc.